# سنة بسيطة تبدأ يوم الاثنين
سنة بسيطة تبدأ يوم الاثنين هي تقويم أي سنة بسيطة (أي عدد أيام السنة هو 365 يوماً) التي تبدأ يوم الاثنين 1 يناير (كانون ثاني).
أمثلة: سنوات على التقويم الغريغوري 1973, 1979, 1990, 2001, 2007, 2018, 2029, 2035, 2046 والتقويم اليولياني 1918 وبالتالي، فإن هذه السنوات يمكن أن تكون ممثلة على النحو التالي:
| | | |
| يناير- السبت - الأحد - الاثنين - الثلاثاء - الأربعاء - الخميس - الجمعة - 1 - 2 - 3 - 4 - 5 - 6 - 7 - 8 - 9 - 10 - 11 - 12 - 13 - 14 - 15 - 16 - 17 - 18 - 19 - 20 - 21 - 22 - 23 - 24 - 25 - 26 - 27 - 28 - 29 - 30 - 31  | فبراير- السبت - الأحد - الاثنين - الثلاثاء - الأربعاء - الخميس - الجمعة - 1 - 2 - 3 - 4 - 5 - 6 - 7 - 8 - 9 - 10 - 11 - 12 - 13 - 14 - 15 - 16 - 17 - 18 - 19 - 20 - 21 - 22 - 23 - 24 - 25 - 26 - 27 - 28               | مارس- السبت - الأحد - الاثنين - الثلاثاء - الأربعاء - الخميس - الجمعة - 1 - 2 - 3 - 4 - 5 - 6 - 7 - 8 - 9 - 10 - 11 - 12 - 13 - 14 - 15 - 16 - 17 - 18 - 19 - 20 - 21 - 22 - 23 - 24 - 25 - 26 - 27 - 28 - 29 - 30 - 31   |
| أبريل- السبت - الأحد - الاثنين - الثلاثاء - الأربعاء - الخميس - الجمعة - 1 - 2 - 3 - 4 - 5 - 6 - 7 - 8 - 9 - 10 - 11 - 12 - 13 - 14 - 15 - 16 - 17 - 18 - 19 - 20 - 21 - 22 - 23 - 24 - 25 - 26 - 27 - 28 - 29 - 30       | مايو- السبت - الأحد - الاثنين - الثلاثاء - الأربعاء - الخميس - الجمعة - 1 - 2 - 3 - 4 - 5 - 6 - 7 - 8 - 9 - 10 - 11 - 12 - 13 - 14 - 15 - 16 - 17 - 18 - 19 - 20 - 21 - 22 - 23 - 24 - 25 - 26 - 27 - 28 - 29 - 30 - 31  | يونيو- السبت - الأحد - الاثنين - الثلاثاء - الأربعاء - الخميس - الجمعة - 1 - 2 - 3 - 4 - 5 - 6 - 7 - 8 - 9 - 10 - 11 - 12 - 13 - 14 - 15 - 16 - 17 - 18 - 19 - 20 - 21 - 22 - 23 - 24 - 25 - 26 - 27 - 28 - 29 - 30       |
| يوليو- السبت - الأحد - الاثنين - الثلاثاء - الأربعاء - الخميس - الجمعة - 1 - 2 - 3 - 4 - 5 - 6 - 7 - 8 - 9 - 10 - 11 - 12 - 13 - 14 - 15 - 16 - 17 - 18 - 19 - 20 - 21 - 22 - 23 - 24 - 25 - 26 - 27 - 28 - 29 - 30 - 31  | أغسطس- السبت - الأحد - الاثنين - الثلاثاء - الأربعاء - الخميس - الجمعة - 1 - 2 - 3 - 4 - 5 - 6 - 7 - 8 - 9 - 10 - 11 - 12 - 13 - 14 - 15 - 16 - 17 - 18 - 19 - 20 - 21 - 22 - 23 - 24 - 25 - 26 - 27 - 28 - 29 - 30 - 31 | سبتمبر- السبت - الأحد - الاثنين - الثلاثاء - الأربعاء - الخميس - الجمعة - 1 - 2 - 3 - 4 - 5 - 6 - 7 - 8 - 9 - 10 - 11 - 12 - 13 - 14 - 15 - 16 - 17 - 18 - 19 - 20 - 21 - 22 - 23 - 24 - 25 - 26 - 27 - 28 - 29 - 30      |
| أكتوبر- السبت - الأحد - الاثنين - الثلاثاء - الأربعاء - الخميس - الجمعة - 1 - 2 - 3 - 4 - 5 - 6 - 7 - 8 - 9 - 10 - 11 - 12 - 13 - 14 - 15 - 16 - 17 - 18 - 19 - 20 - 21 - 22 - 23 - 24 - 25 - 26 - 27 - 28 - 29 - 30 - 31 | نوفمبر- السبت - الأحد - الاثنين - الثلاثاء - الأربعاء - الخميس - الجمعة - 1 - 2 - 3 - 4 - 5 - 6 - 7 - 8 - 9 - 10 - 11 - 12 - 13 - 14 - 15 - 16 - 17 - 18 - 19 - 20 - 21 - 22 - 23 - 24 - 25 - 26 - 27 - 28 - 29 - 30     | ديسمبر- السبت - الأحد - الاثنين - الثلاثاء - الأربعاء - الخميس - الجمعة - 1 - 2 - 3 - 4 - 5 - 6 - 7 - 8 - 9 - 10 - 11 - 12 - 13 - 14 - 15 - 16 - 17 - 18 - 19 - 20 - 21 - 22 - 23 - 24 - 25 - 26 - 27 - 28 - 29 - 30 - 31 |